# Вон Чунь Хінь
Вон Чунь Хінь (19 березня 1950) — малайзійський хокеїст на траві.
Бронзовий призер Азійських ігор 1974 року.